# Ватра (видавництво)
Ватра — пластове видавництво в Ужгороді. Засновником та керівником видавництва був Леонід Бачинський. За його редакцією здійснювалося видання «Пластової бібліотеки» (1924–1930). 
За п'ять років існування видавництва без жодної державної допомоги було видано у 38100 примірниках 23 книжки загальним обсягом 812 сторінок друку.
У серпні 1929 року чехословацька влада відкликала дозвіл на побут Бачинського і видавництво перестало діяти після його від'їзду з країни.